# 岩波国語辞典
岩波国語辞典（いわなみこくごじてん）は、岩波書店が出版する国語辞典。最新版は第8版（2019年）。略称「岩国（いわこく）」。

## 特長
標準的で保守的。語釈は簡潔で、用例は比較的豊富。一時的な流行や、不安定な誤用にとらわれないといい、カタカナ語の項目は他の辞書に比べてかなり少なめである。活字が大きく見やすい。言葉の意味の変遷や、類義語や関連語も多く掲載してある。敬語や文法的解説が懇切丁寧である。
品詞の表示も分かりやすくなっている。たとえば副詞については「【にこにこ】〔副（と）・ス自〕」のように、あとに続く格助詞が示してあり、オノマトペに関しては、微妙な語感の差まで解説が施されている。 
項目数は65,000語と、類書と比べるとやや少ないが、これは紛れやすい同音異義語を一括で掲げたり、慣用句などは用例で解説したりしているからである。他の小型の国語辞典と比べても、互角といったところであろうが、積極的に高校生に推奨されるというよりは大学生か社会人に推奨されることが多い。

## Google検索結果での採用
Google検索で「○○　意味」「○○　定義」「○○　とは」「○○　ってなに」などと検索すると、検索結果で真っ先に国語辞典の語釈が表示される仕様になっている。出典は示されていないが、岩波国語辞典の第七版新版が採用され、同じ内容で掲載されている。
ただし、Google社による記述構成がなされているので、書籍版と比べてやや不親切な解説になっている。したがって、以下の課題を抱えることになる。 
課題
- 補足的解説や大部分の用例などが削られているため、大半の慣用句やことわざ、比喩的用法・誤用・文法的解説・別表記、関連語・派生語などの解説が示されなくなっている[注 4]。

- 語釈については、すべて書籍版のまま掲載。したがって、「右」「左」といった語釈も書籍版のままで記述は変わっていない。「この辞典…側を言う」の解説は、書籍版以外では通用しない。以下その内容。

- 表記についても、書籍版の見出し表記と同じように入力しないと、この辞典での定義が表示されない。

交ぜ書きはNG。
新常用漢字・表外字の新字体はNG。
- 「おわる」「かわる」などは「終わる」「変わる／代わる・替わる」などと検索しても、この辞典での定義は表示されない[注 7]。

- 書籍版では漢字表記が示されていても、Googleの検索結果だと、漢字の表記が示されていないことがある[注 8]。

- 岩波国語辞典に載っていても、接頭語と接尾語で検索してもヒットしない語がある[注 9]。

## 改訂履歴
- 1963年4月10日 - 初版発行[2]
- 1971年2月5日 - 第2版発行[3]
- 1979年12月4日 - 第3版発行[4]
- 1986年10月8日 - 第4版発行[5]
- 1994年11月10日 - 第5版発行
- 2000年11月17日 - 第6版発行
- 2009年11月20日 - 第7版発行
- 2011年11月18日 - 第7版新版発行
- 2019年11月22日 - 第8版発行[6]